# Seleção Espanhola de Polo Aquático Masculino
A Seleção Espanhola de Polo Aquático Masculino representa a Espanha em competições internacionais de polo aquático.

## Títulos
- Jogos Olímpicos (1): 1996
- Campeonato Mundial (2): 1998 e 2001
- Jogos do Mediterrâneo (3): 1951, 2001 e 2005

## Ligações Externas
- Sitio Oficial (em castelhano)